# Чемпионат Европы по баскетболу 2013. Группа F
В этой статье представлено положение команд и результаты матчей в группе F второго раунда чемпионата Европы по баскетболу 2013. Состав группы был определён по результатам предварительного раунда, завершившегося 9 сентября.
В группе участвовали три лучшие команды групп C (Испания, Хорватия, Словении) и D (Италия, Финляндия и Греция). Команды, игравшие друг с другом в одной группе в предварительном раунде, «сохранили» результаты встреч между собой и поэтому провели только три матча с командами из другой группы. Матчи прошли с 12 по 16 сентября 2013 года на «Арене Стожице» в Любляне, Словения. Четыре лучшие команды вышли в плей-офф. Ими стали сборная Хорватии, одержавшая четыре победы с учётом предварительного раунда, сборные Словении и Италии, одержавшие таким же образом по три победы, и сборная Испании, имевшая в «активе» две победы и опередившая сборную Финляндии за счёт успеха в личной встрече.

## Турнирная таблица
| Команда   | Игр | В | П | МЗ  | МП  | МР  | Очки | Тай-брейк |
| --------- | --- | - | - | --- | --- | --- | ---- | --------- |
| Хорватия  | 5   | 4 | 1 | 372 | 361 | +11 | 9    |           |
| Словения  | 5   | 3 | 2 | 385 | 379 | +6  | 8    | 1–0       |
| Италия    | 5   | 3 | 2 | 374 | 357 | +17 | 8    | 0–1       |
| Испания   | 5   | 2 | 3 | 375 | 339 | +36 | 7    | 1–0       |
| Финляндия | 5   | 2 | 3 | 341 | 385 | −44 | 7    | 0–1       |
| Греция    | 5   | 1 | 4 | 381 | 407 | −26 | 6    |           |

## Результаты встреч

### 1-й тур
| 12 сентября 2013 14:30 | Отчёт | Финляндия                 | 63:88    | Хорватия   | «Арена Стожице», Любляна Зрителей: 3020 Судьи: Фернанду Роша; Миливое Йовчич; Мариус Чулин |
| 12 сентября 2013 14:30 | Отчёт | 11:17, 9:22, 18:24, 25:25 |          |            | «Арена Стожице», Любляна Зрителей: 3020 Судьи: Фернанду Роша; Миливое Йовчич; Мариус Чулин |
| 12 сентября 2013 14:30 | Отчёт | Хафф 10                   | Очки     | Рудеж 17   | «Арена Стожице», Любляна Зрителей: 3020 Судьи: Фернанду Роша; Миливое Йовчич; Мариус Чулин |
| 12 сентября 2013 14:30 | Отчёт | Салин 6                   | Подборы  | Маркота 11 | «Арена Стожице», Любляна Зрителей: 3020 Судьи: Фернанду Роша; Миливое Йовчич; Мариус Чулин |
| 12 сентября 2013 14:30 | Отчёт | Копонен 4                 | Передачи | Дрейпер 4  | «Арена Стожице», Любляна Зрителей: 3020 Судьи: Фернанду Роша; Миливое Йовчич; Мариус Чулин |

| 12 сентября 2013 17:45 | Отчёт | Греция                     | 79:75    | Испания                    | «Арена Стожице», Любляна Зрителей: 2980 Судьи: Илия Белошевич; Борис Рыжик; Адемир Зурапович |
| 12 сентября 2013 17:45 | Отчёт | 16:26, 25:12, 11:19, 27:18 |          |                            | «Арена Стожице», Любляна Зрителей: 2980 Судьи: Илия Белошевич; Борис Рыжик; Адемир Зурапович |
| 12 сентября 2013 17:45 | Отчёт | Спанулис 20                | Очки     | М. Газоль, Фернандес по 20 | «Арена Стожице», Любляна Зрителей: 2980 Судьи: Илия Белошевич; Борис Рыжик; Адемир Зурапович |
| 12 сентября 2013 17:45 | Отчёт | Каймакоглу, Принтезис по 5 | Подборы  | Клавер 11                  | «Арена Стожице», Любляна Зрителей: 2980 Судьи: Илия Белошевич; Борис Рыжик; Адемир Зурапович |
| 12 сентября 2013 17:45 | Отчёт | Зисис, Спанулис по 3       | Передачи | Фернандес 4                | «Арена Стожице», Любляна Зрителей: 2980 Судьи: Илия Белошевич; Борис Рыжик; Адемир Зурапович |

| 12 сентября 2013 21:00 | Отчёт | Словения                   | 84:77    | Италия      | «Арена Стожице», Любляна Зрителей: 10000 Судьи: Роберт Лоттермозер; Олег Латышев; Эмин Могулкоч |
| 12 сентября 2013 21:00 | Отчёт | 18:21, 27:18, 15:15, 24:23 |          |             | «Арена Стожице», Любляна Зрителей: 10000 Судьи: Роберт Лоттермозер; Олег Латышев; Эмин Могулкоч |
| 12 сентября 2013 21:00 | Отчёт | Г. Драгич 22               | Очки     | Джентиле 20 | «Арена Стожице», Любляна Зрителей: 10000 Судьи: Роберт Лоттермозер; Олег Латышев; Эмин Могулкоч |
| 12 сентября 2013 21:00 | Отчёт | З. Драгич 11               | Подборы  | Датоме 6    | «Арена Стожице», Любляна Зрителей: 10000 Судьи: Роберт Лоттермозер; Олег Латышев; Эмин Могулкоч |
| 12 сентября 2013 21:00 | Отчёт | Г. Драгич 6                | Передачи | Белинелли 4 | «Арена Стожице», Любляна Зрителей: 10000 Судьи: Роберт Лоттермозер; Олег Латышев; Эмин Могулкоч |

### 2-й тур
| 14 сентября 2013 14:30 | Отчёт | Хорватия                 | 76:68    | Италия                | «Арена Стожице», Любляна Зрителей: 7340 Судьи: Илия Белошевич; Борис Рыжик; Жозеф Биссанг |
| 14 сентября 2013 14:30 | Отчёт | 8:17, 23:19, 26:9, 19:23 |          |                       | «Арена Стожице», Любляна Зрителей: 7340 Судьи: Илия Белошевич; Борис Рыжик; Жозеф Биссанг |
| 14 сентября 2013 14:30 | Отчёт | Богданович 18            | Очки     | Датоме 24             | «Арена Стожице», Любляна Зрителей: 7340 Судьи: Илия Белошевич; Борис Рыжик; Жозеф Биссанг |
| 14 сентября 2013 14:30 | Отчёт | Зорич, Томич по 7        | Подборы  | Датоме 7              | «Арена Стожице», Любляна Зрителей: 7340 Судьи: Илия Белошевич; Борис Рыжик; Жозеф Биссанг |
| 14 сентября 2013 14:30 | Отчёт | четыре игрока по 2       | Передачи | Белинелли, Динер по 3 | «Арена Стожице», Любляна Зрителей: 7340 Судьи: Илия Белошевич; Борис Рыжик; Жозеф Биссанг |

| 14 сентября 2013 17:45 | Отчёт | Испания                    | 82:56    | Финляндия  | «Арена Стожице», Любляна Зрителей: 3570 Судьи: Олег Латышев; Миливое Йовчич; Рено Жейе |
| 14 сентября 2013 17:45 | Отчёт | 18:15, 24:15, 15:14, 25:12 |          |            | «Арена Стожице», Любляна Зрителей: 3570 Судьи: Олег Латышев; Миливое Йовчич; Рено Жейе |
| 14 сентября 2013 17:45 | Отчёт | Кальдерон 23               | Очки     | Копонен 17 | «Арена Стожице», Любляна Зрителей: 3570 Судьи: Олег Латышев; Миливое Йовчич; Рено Жейе |
| 14 сентября 2013 17:45 | Отчёт | Клавер, М. Газоль 7        | Подборы  | Ли 6       | «Арена Стожице», Любляна Зрителей: 3570 Судьи: Олег Латышев; Миливое Йовчич; Рено Жейе |
| 14 сентября 2013 17:45 | Отчёт | Кальдерон 5                | Передачи | Копонен 4  | «Арена Стожице», Любляна Зрителей: 3570 Судьи: Олег Латышев; Миливое Йовчич; Рено Жейе |

| 14 сентября 2013 21:00 | Отчёт | Греция                     | 65:73    | Словения     | «Арена Стожице», Любляна Зрителей: 10000 Судьи: Роберт Лоттермозер; Фернанду Роша; Мариус Чулин |
| 14 сентября 2013 21:00 | Отчёт | 13:26, 14:17, 19:19, 19:11 |          |              | «Арена Стожице», Любляна Зрителей: 10000 Судьи: Роберт Лоттермозер; Фернанду Роша; Мариус Чулин |
| 14 сентября 2013 21:00 | Отчёт | Спанулис 21                | Очки     | Г. Драгич 28 | «Арена Стожице», Любляна Зрителей: 10000 Судьи: Роберт Лоттермозер; Фернанду Роша; Мариус Чулин |
| 14 сентября 2013 21:00 | Отчёт | Спанулис 8                 | Подборы  | Бегич 8      | «Арена Стожице», Любляна Зрителей: 10000 Судьи: Роберт Лоттермозер; Фернанду Роша; Мариус Чулин |
| 14 сентября 2013 21:00 | Отчёт | Спанулис 3                 | Передачи | Г. Драгич 4  | «Арена Стожице», Любляна Зрителей: 10000 Судьи: Роберт Лоттермозер; Фернанду Роша; Мариус Чулин |

### 3-й тур
| 16 сентября 2013 14:30 | Отчёт | Хорватия                               | 92:88 ОТ | Греция     | «Арена Стожице», Любляна Зрителей: 3090 Судьи: Олег Латышев; Миливое Йовчич; Борис Рыжик |
| 16 сентября 2013 14:30 | Отчёт | 16:17, 20:17, 15:16, 19:20, 7:7, 15:11 |          |            | «Арена Стожице», Любляна Зрителей: 3090 Судьи: Олег Латышев; Миливое Йовчич; Борис Рыжик |
| 16 сентября 2013 14:30 | Отчёт | Богданович 22                          | Очки     | Бурусис 21 | «Арена Стожице», Любляна Зрителей: 3090 Судьи: Олег Латышев; Миливое Йовчич; Борис Рыжик |
| 16 сентября 2013 14:30 | Отчёт | Томич 12                               | Подборы  | Бурусис 9  | «Арена Стожице», Любляна Зрителей: 3090 Судьи: Олег Латышев; Миливое Йовчич; Борис Рыжик |
| 16 сентября 2013 14:30 | Отчёт | Укич 5                                 | Передачи | Зисис 5    | «Арена Стожице», Любляна Зрителей: 3090 Судьи: Олег Латышев; Миливое Йовчич; Борис Рыжик |

| 16 сентября 2013 17:45 | Отчёт | Италия                           | 86:81 ОТ | Испания      | «Арена Стожице», Любляна Зрителей: 4310 Судьи: Роберт Лоттермозер; Фернанду Роша; Эмин Могулкоч |
| 16 сентября 2013 17:45 | Отчёт | 24:12, 13:25, 8:19, 25:14, 16:11 |          |              | «Арена Стожице», Любляна Зрителей: 4310 Судьи: Роберт Лоттермозер; Фернанду Роша; Эмин Могулкоч |
| 16 сентября 2013 17:45 | Отчёт | Джентиле 25                      | Очки     | М. Газоль 32 | «Арена Стожице», Любляна Зрителей: 4310 Судьи: Роберт Лоттермозер; Фернанду Роша; Эмин Могулкоч |
| 16 сентября 2013 17:45 | Отчёт | Кузин 11                         | Подборы  | М. Газоль 10 | «Арена Стожице», Любляна Зрителей: 4310 Судьи: Роберт Лоттермозер; Фернанду Роша; Эмин Могулкоч |
| 16 сентября 2013 17:45 | Отчёт | Арадори 3                        | Передачи | Родригес 6   | «Арена Стожице», Любляна Зрителей: 4310 Судьи: Роберт Лоттермозер; Фернанду Роша; Эмин Могулкоч |

| 16 сентября 2013 14:30 | Отчёт | Финляндия                  | 92:76    | Словения             | «Арена Стожице», Любляна Зрителей: 10000 Судьи: Илия Белошевич; Мариус Чулин; Крис Доддс |
| 16 сентября 2013 14:30 | Отчёт | 22:26, 20:16, 29:14, 21:20 |          |                      | «Арена Стожице», Любляна Зрителей: 10000 Судьи: Илия Белошевич; Мариус Чулин; Крис Доддс |
| 16 сентября 2013 14:30 | Отчёт | Ли 17                      | Очки     | Нахбар 15            | «Арена Стожице», Любляна Зрителей: 10000 Судьи: Илия Белошевич; Мариус Чулин; Крис Доддс |
| 16 сентября 2013 14:30 | Отчёт | Ли 6                       | Подборы  | Видмар 6             | «Арена Стожице», Любляна Зрителей: 10000 Судьи: Илия Белошевич; Мариус Чулин; Крис Доддс |
| 16 сентября 2013 14:30 | Отчёт | Копонен 6                  | Передачи | Блажич, Лакович по 4 | «Арена Стожице», Любляна Зрителей: 10000 Судьи: Илия Белошевич; Мариус Чулин; Крис Доддс |